# Nambuthiri
I nambuthiri (o namboothiri, Malayalam: നമ്പൂതിരി) sono i bramini del Kerala, che sono ritenuti i più ortodossi di tutta l'India.

## Etimologia
In malayalam, la parola nambuthiri è un composto di nambu "sacro, degno di fiducia", e thiri, che significa "luce".
Un'altra definizione è nam (veda) purayithi nambuthiri, accettata comunemente come etimologia della parola. Significa che la persona che completa i Veda è un nambuthiri. I nambuthiri "completano" i Veda studiandoli e praticando i rituali descritti in essi.